# Нун, Нора-Джейн
Нора-Джейн Нун (англ. Nora-Jane Noone; род. 8 марта 1984, Голуэй) — ирландская актриса.
Обучалась в школе актёрских искусств в Голуэе. В колледже изучала науку. Нора также хорошо поёт и играет на фортепиано. Участвует в съёмках англоязычных британских фильмов, также снимается на телевидении.
Дебютной ролью в кино была роль Бернадетты в фильме Питера Маллана «Сёстры Магдалины» (2002). Фильм выиграл главный приз «Золотой лев» Венецианского кинофестиваля в 2002 году, а Нун — Премию британского независимого кино в номинации «Best Actress in an Ensemble Role».
Участвовала в съёмках фильмов Нила Маршалла фильме ужасов «Спуск» (2005) и в пост-апокалиптическом триллере «Судный день» (2008).
В 2008 году снялась в веб-сериале «Изнанка» (en:Beyond the Rave) (2008) про вампиров.

## Фильмография
- Сёстры Магдалины / The Magdalene Sisters (2002) — Бернадетта
- Заколдованная Элла / Ella Enchanted (2004) — Fairy No. 1
- News for the Church (2004) — девушка
- Слушатель / The Listener (2004) — женщина
- Walking at Ringsend (2004) — Нора Барнакл (голос)
- Спуск / The Descent (2005) — Холли
- Улица коронации (2005, телесериал) — Луиза Хейзел (9 эпизодов)
- Холби Сити / Holby City (2005, телесериал) — Дэрил О’Коннор (1 эпизод)
- После жизни (2006, телесериал) — Тесса (1 эпизод)
- Быстрые свидания (2007) — Juliet Van Der Bexton
- Тело из трясины / Bog Bodies (2008) — Сирша Райли
- По ту сторону рейва (2008) — Джен
- Судный день / Doomsday (2008) — Рид
- Ненасытный (2008) — Элли
- Дикарь (2009) — Мишель
- Джек Тейлор: Мученицы Магдалины (2011) — офицер Кейт Нунен
- Джек Тейлор: Пикинёры (2011) — офицер Кейт Нунен